# Hugh Seton-Watson
George Hugh Nicholas Seton-Watson (London, 1916. február 15. – Washington, 1984. december 19.), angol történész, politológus, Robert William Seton-Watson fia.

## Pályája
Az oxfordi New College-ben szerzett diplomát 1938-ban, majd a brit külszolgálatban helyezkedett el. Először Belgrádban, majd Bukarestben teljesített szolgálatot a második világháború kitörését közvetlenül megelőző időkben. Később csatlakozott a Különleges Műveletek Végrehajtó Szervéhez (Special Operations Executive, SOE), vagyis a brit hírszerző szolgálathoz. Jugoszlávia tengelyhatalmi megszállása után olasz fogságba került. Hazaküldték Nagy-Britanniába, ahonnan Egyiptomba távozott, szintén hírszerzési feladattal. 1944 januárjától Isztambulban a balkáni menekültek körében végzett titkosszolgálati tevékenységet. 1945 és 1951 között az oxfordi University College politológia tanszékén tanított, majd 1951 és 1983 között orosz történelmet a Londoni Egyetemen. Nagy hatással volt az angolszász országok közvéleményére és szovjetológiai tudományos életére. 1957-től kezdve rendszeres vendégelőadóként szerepelt a legfontosabb amerikai egyetemeken. 1974-ben kapott doktorátust az Oxford Egyetemen. 1984-ben halt meg washingtoni gyógykezelése során.

## Elismerések, díjak
1981-ben megkapta a Brit Birodalom Rendje parancsnoki fokozatát (Commander of the British Empire).

## Írásai
Első fontosabb művét 1945-ben jelentette meg Kelet-Európa a két háború között (Eastern Europe between the Wars, 1918–1941) címmel. 1967-ben írta legfontosabb munkáját, Orosz Birodalom (The Russian Empire, 1801–1917) címmel. Apjának, az első világháború végi Osztrák–Magyar Monarchia-ellenes kampány kulcsfigurájának örökségét is több könyvben dolgozta fel, így az Új Európa létrejötte: R. W. Seton-Watson és az Osztrák-Magyar Monarchia utolsó évei (The Making of a New Europe: R. W. Seton-Watson and the Last Years of Austria–Hungary) című 1981-ben megjelent munkában. Az amerikai Commentary folyóiratban publikált Forrongás Kelet-Európában – Lerombolt mítosz, elárult forradalom című írása a Szabadság/Harcosok – hidegháborús írások című kötetben jelent meg magyar nyelven 2015 tavaszán.